# Патрісія Гай-Буле
Патрісія Гай-Буле (англ. Patricia Hy-Boulais; нар. 22 серпня 1965) — колишня канадська тенісистка.
Найвищу одиночну позицію світового рейтингу — 28 місце досягла 8 березня 1993, парну — 36 місце — 30 березня 1987 року.
Здобула 1 одиночний та 1 парний титул.
Найвищим досягненням на турнірах Великого шолома були чвертьфінали в одиночному та парному розрядах.
Завершила кар'єру 1998 року.

## Фінали турнірів WTA

### Одиночний розряд (1–1)
| Легенда                |
| Великий шлем Титул (0) |
| WTA Турнір (0)         |
| Tier I (0)             |
| Tier II (0)            |
| Tier III (0)           |
| Tier IV (1)            |
| VS (1)                 |

| Ранг | Результат | Дата     | Турнір                   | Tier    | Покриття | Суперниця         | Рахунок              |
| ---- | --------- | -------- | ------------------------ | ------- | -------- | ----------------- | -------------------- |
| 1.   | Перемога  | Жов 1986 | Тайбей, Тайвань          | VS      | Килим    | Адріана Віллагран | 6–7(8–6), 6–2, 6–3   |
| 2.   | Поразка   | Тра 1995 | Борнмут, Велика Британія | Tier IV | Ґрунт    | Людмила Ріхтерова | 7–6(12–10), 4–6, 3–6 |

### Парний розряд (1–2)
| Легенда                |
| ---------------------- |
| Великий шлем Титул (0) |
| WTA Турнір (0)         |
| Tier I (0)             |
| Tier II (0)            |
| Tier III (0)           |
| Tier IV (1)            |
| VS (0)                 |

| Ранг | Результат | Дата     | Турнір                     | Tier    | Покриття | Партнерка      | Суперниці                           | Рахунок       |
| ---- | --------- | -------- | -------------------------- | ------- | -------- | -------------- | ----------------------------------- | ------------- |
| 1.   | Поразка   | Лют 1993 | Мастерс Індіан-Веллс, США  | Tier II | Тверде   | Енн Гроссман   | Ренне Стаббс Гелена Сукова          | 3–6, 4–6      |
| 2.   | Перемога  | Січ 1994 | ASB Classic, Нова Зеландія | Tier IV | Тверде   | Мерседес Пас   | Дженні Бірн Джулі Річардсон         | 6–4, 7–6(7–3) |
| 3.   | Поразка   | Тра 1995 | Борнмут, Велика Британія   | Tier IV | Ґрунт    | Керрі-Енн Г'юз | Маріан де Свардт Руксандра Драгомір | 3–6, 5–7      |

## ITF Фінали
| турніри $25,000 |
| турніри $10,000 |

### Одиночний розряд (4-2)
| Результат | Ранг | Дата              | Турнір                   | Покриття | Суперниця     | Рахунок       |
| --------- | ---- | ----------------- | ------------------------ | -------- | ------------- | ------------- |
| Поразка   | 1.   | 10 січня 1983     | Сан-Антоніо, США         | Тверде   | Аманда Браун  | 4–6, 6–4, 4–6 |
| Перемога  | 2.   | 17 січня 1983     | Маямі, США               | Тверде   | Кейт Брешер   | 6–3, 6–3      |
| Перемога  | 3.   | 12 листопада 1984 | Телфорд, Велика Британія | Тверде   | Голлі Денфорт | 6–2, 6–4      |
| Перемога  | 4.   | 26 вересня 1986   | Детройт, США             | Тверде   | Нана Міяґі    | 6–2, 6–2      |
| Перемога  | 5.   | 25 вересня 1989   | Чикаго, США              | Тверде   | Лінда Вілд    | 6–4, 6–3      |
| Поразка   | 6.   | 26 лютого 1990    | Кі-Біскейн, США          | Тверде   | Луанн Спейдя  | 1–6, 6–4, 4–6 |

### Парний розряд (5-1)
| Результат | Ранг | Дата              | Турнір                      | Покриття | Партнерка              | Суперниці                       | Рахунок       |
| --------- | ---- | ----------------- | --------------------------- | -------- | ---------------------- | ------------------------------- | ------------- |
| Перемога  | 1.   | 12 листопада 1984 | Пітерборо, Велика Британія  | Тверде   | Маріанне ван дер Торре | Глініс Коулс Деніс Парнелл      | 6–2, 0–6, 6–1 |
| Перемога  | 2.   | 26 листопада 1984 | Дарлінгтон, Велика Британія | Тверде   | Маріанне ван дер Торре | Кеті Драрі Еллінор Лайтбоді     | 6–1, 6–4      |
| Перемога  | 3.   | 4 березня 1985    | Куритиба, Бразилія          | Ґрунт    | Карін Мос              | Леа Піхова Моніка Вебер         | 6–3, 6–4      |
| Поразка   | 4.   | 8 вересня 1986    | Лісабон, Португалія         | Ґрунт    | Клаудія Ернандес       | Марія Хосе Льорка Ніноска Соуто | 1–6, 6–4, 4–6 |
| Перемога  | 5.   | 18 вересня 1986   | Мурсія, Іспанія             | Ґрунт    | Анне Аалонен           | Лусіла Бесерра Малука Льямас    | 7–6, 6–3      |
| Перемога  | 6.   | 25 вересня 1988   | Чикаго, США                 | Тверде   | Мері-Лу Деніелс        | Кеті Фоксворт Джейн Томас       | 6–4, 6–2      |